# Clas Svahn

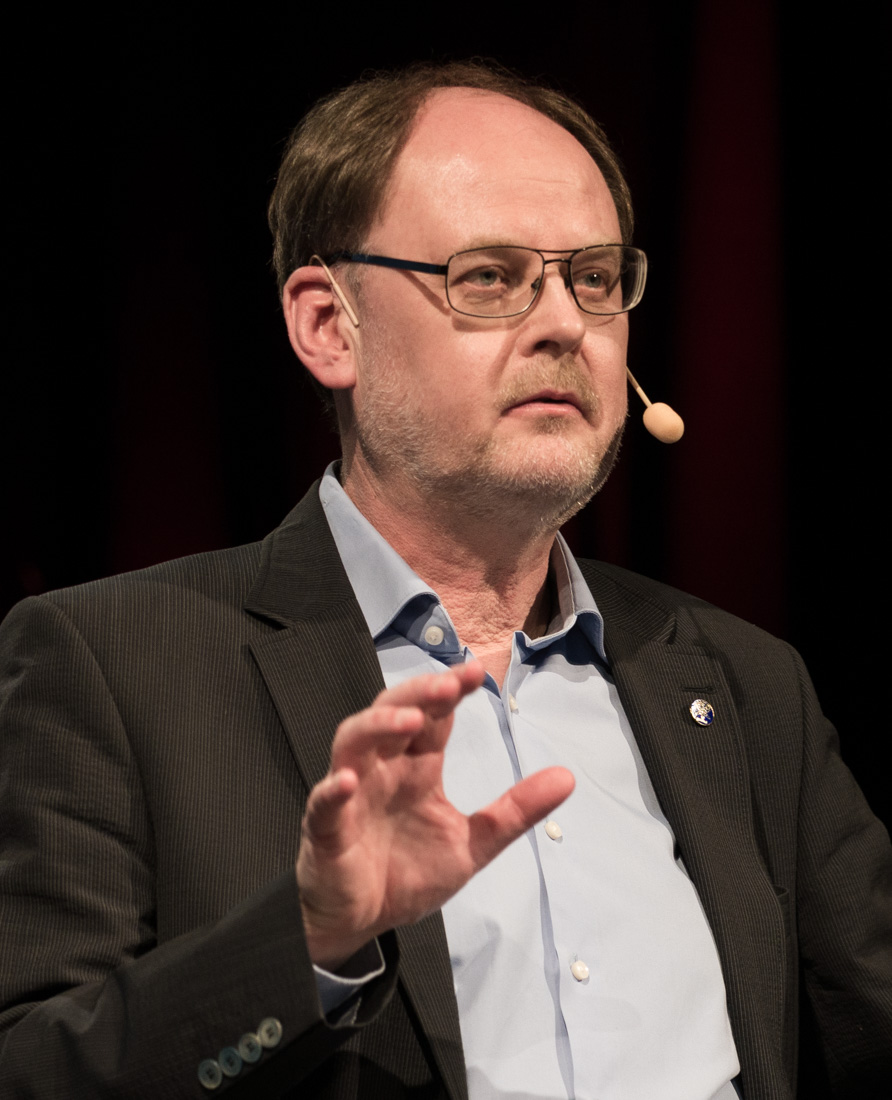
Clas Svahn năm 2017

Clas Svahn (sinh ngày 12 tháng 4 năm 1958 tại Mariestad) là một nhà báo, tác giả và nhà nghiên cứu UFO người Thụy Điển.

## Sự nghiệp
Svahn được đào tạo tại Trường Báo chí Göteborg và được nhận vào làm việc cho hãng tin Dagens Nyheter kể từ năm 1990. Trước đây ông từng làm nhà báo cho tờ Mariestads-Tidningen năm 1978–1983 và tờ Norrbottens-Kuriren năm 1983–1990.

## Nghiên cứu UFO
Svahn hiện là phó chủ tịch và giám đốc quốc tế của tổ chức nghiên cứu UFO Thụy Điển gọi là UFO-Sverige kể từ cuộc họp được tổ chức tại Halmstad vào ngày 4 tháng 5 năm 2013, khi ông quyết định rời ghế chủ tịch và Anders Berglund được bầu làm chủ tịch mới trong cuộc họp thường niên. Trong những năm 1991–2013, Svahn là chủ tịch của tổ chức này. Kể từ năm 2017, ông kiêm nhiệm luôn chức chủ tịch Archives for UFO Research (tiếng Thụy Điển: Arkivet för UFO-forskning), viết tắt AFU, ở Norrköping. Svahn đã viết một bài xã luận đăng trên tạp chí UFO-Aktuellt số 2 năm 1994 của tổ chức, với tiêu đề "Cách thứ ba", thuật ngữ đặt theo kiểu UFO học nói rằng UFO-Sverige nên làm việc khách quan và không có định kiến về vấn đề UFO với lý lẽ "không phải phủ nhận hoài nghi nhưng cũng không phải là không tin tưởng". Ngoài ra, Svahn còn là biên tập viên tạp chí UFO-Aktuellt của UFO-Sveriges.
Svahn là nhân vật chính trong bộ phim tài liệu về UFO-Sverige với tựa đề Ghost Rockets phiên bản dài 70 phút được công chiếu tại Liên hoan Phim Göteborgs vào ngày 25 tháng 1 năm 2015. Phim được phát sóng trên Đài truyền hình Thụy Điển vào ngày 10 tháng 3 năm 2016, sau đó được rút ngắn đến 58 phút và được chiếu lại trên SVT vào ngày 28 tháng 9 năm 2017. Phim do Michael Cavanagh và Kerstin Übelacker làm đạo diễn và cũng được bán lại cho Na Uy, Đan Mạch và Canada.
Trong năm 2012 và 2014, ông đã dẫn đầu hai cuộc thám hiểm đến Hồ Nammajaure trong Công viên Quốc gia Muddus để tìm kiếm một tên lửa ma bị chìm được cư dân địa phương nhìn thấy hạ cánh ở đó vào năm 1980 và một cuộc thám hiểm mới được lên kế hoạch vào mùa đông năm 2019–2020.。

## Tác phẩm
- UFOs 1947–1987 – The 40-year search for an explanation (đồng tác giả), Fortean Times 1987.
- UFO-Mysteriet – från flygande tefat till cirklar i sädesfälten, Parthenon 1998.
- UFOs & alien contact (đồng tác giả), Prometheus Books 1998.
- UFO – möte med det okända, Semic 2000.
- UFOs and government (đồng tác giả), Anomalist Books 2012
- UFO – spökraketer, ljusglober och utomjordingar, Semic 2014.
- UFO – spökraketer, ljusglober och utomjordingar, Semic 2015.
- UFO – spökraketer, ljusglober och utomjordingar, Bonnier Audio 2017.